# Krautkrapfen

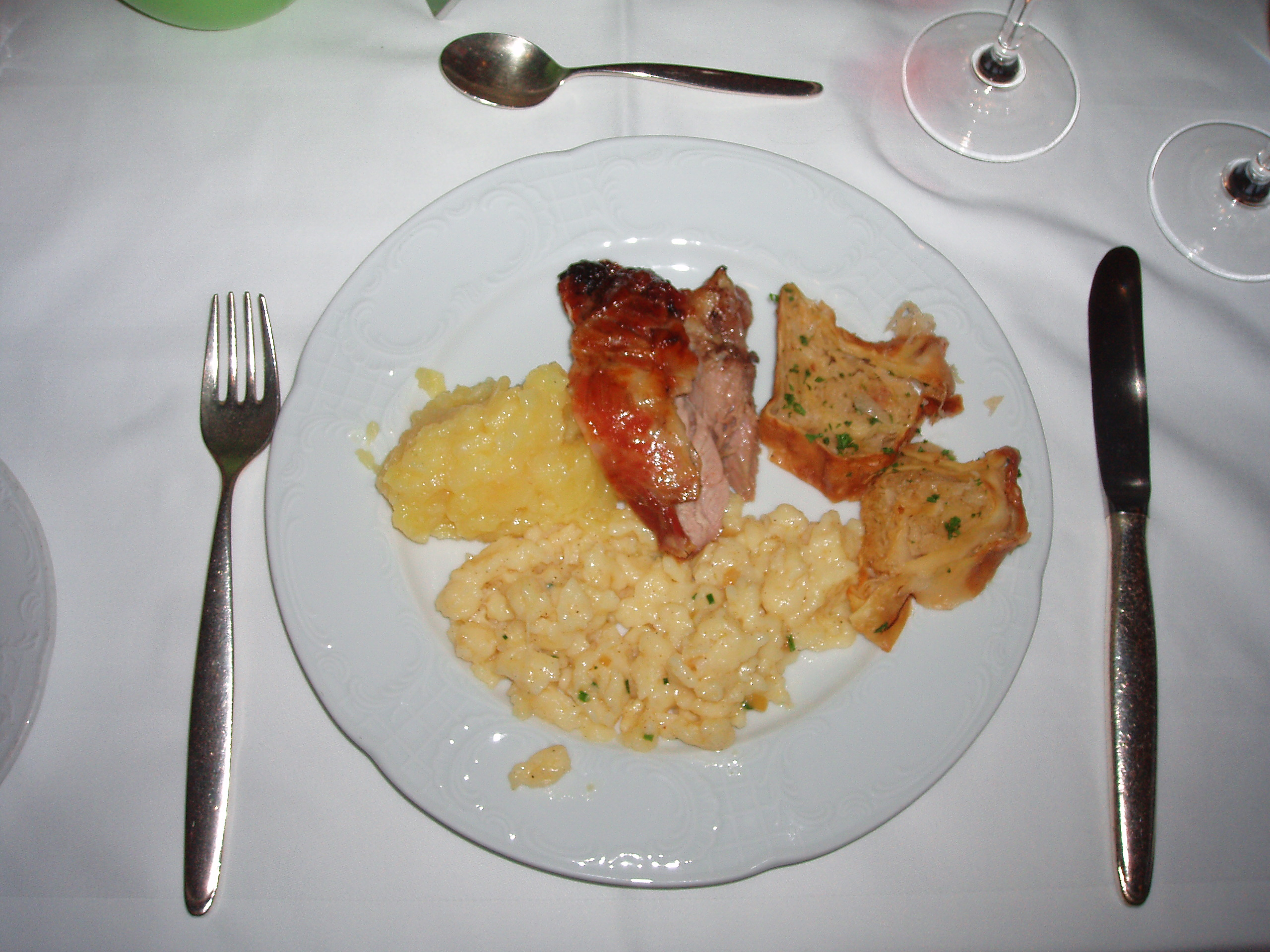
Von links nach rechts: Kartoffelsalat, Kässpatzen, Fleisch und Krautkrapfen

Krautkrapfen sind würzige Krapfen aus Nudelteig, die mit Sauerkraut und Speck gefüllt sind. Sie gelten als schwäbische und Allgäuer Spezialität.
Es gibt mehrere Arten der Zubereitung, bei einer Art wird zunächst ein Teig aus Mehl, Ei und Wasser hauchdünn ausgerollt. Die Füllung aus Kraut, Speck, Zwiebeln und Kümmel wird nach kurzem, aber kräftigem Anbraten auf der Teigplatte ausgebreitet. Danach wickelt man den Teig zu einem Strudel auf und schneidet vier bis fünf Zentimeter lange schneckenförmige Krapfen ab. Anschließend werden die Krapfen in einer Pfanne eng angeordnet und in viel Schmalz und ein wenig Wasser gebraten.